# ایران‌رانر (لوکوموتیو)
ایران‌رانر که همچنین تحت عنوان یورو رانر ۲۴ پی‌سی(مخفف انگلیسی: ER24PC) نیز شناخته می‌شود، یک لوکوموتیو مسافربری دیزل الکتریک تک کابین است که توسط شرکت ساخت و مهندسی لوکوموتیو مپنا و زیمنس ساخته شده‌است.
در سال ۲۰۰۶ میلادی شرکت‌های زیمنس، مپنا و راه‌آهن ایران موافقت‌نامه‌ای را برای تأمین ۱۵۰ لوکوموتیو ۴ محور مدل بوبو (به انگلیسی: Bo'Bo) ‏ ۲٫۴ مگاواتی، برای استفاده در قطارهای مسافربری به امضا رساندند. ۳۰ دستگاه لوکوموتیو در آلمان (زیمنس، مونیخ) ساخته شد و قرار بود ۱۲۰ دستگاه باقی‌مانده تحت یک قرارداد انتقال تکنولوژی در ایران ساخته شوند. ارزش این قراداد بالغ بر ۴۵۰ میلیون دلار (۲۹۴ میلیون یورو) بود.
نخستین دستگاه از این لوکوموتیوها در اوایل سال ۲۰۱۰ میلادی توسط شرکت زیمنس تولید شد.